# Acerra
 (février 2016).
Si vous disposez d'ouvrages ou d'articles de référence ou si vous connaissez des sites web de qualité traitant du thème abordé ici, merci de compléter l'article en donnant les références utiles à sa vérifiabilité et en les liant à la section « Notes et références ».
Acerra est une ville italienne d'environ 58 400 habitants située dans la ville métropolitaine de Naples, en Campanie.

## Géographie
La municipalité couvre une grande surface du nord-est de la plaine de Naples, et en est la troisième extension territoriale, après la capitale et Giugliano in Campania. Elle est reliée directement aux autoroutes A1, A30, A16 et A3.
Il existe deux zones industrielles : Acerra et Pomigliano d'Arco. L'installation d'Alfa Romeo doit en fixer une troisième dans la ville, comme on peut le voir sur la carte à l'entrée de cette usine automobile. La ville est desservie par deux gares : la Trenitalia et la Circumvesuviana.
Acerra est l'une des rares communes de la province de Naples en continuité avec les municipalités voisines et la majorité du territoire à ne pas  totalement bétonnée malgré l'apparition récente de nombreux quartiers résidentiels.

## Histoire
La ville est habitée depuis la préhistoire, probablement fondée par les Ausones, puis nommée par les Osques Akeru, avant d'être intégrée à l'Étrurie de Campanie.
En 332 av. J.-C., elle reçut la citoyenneté romaine sans droit de vote, et fut renommée Acerrae.
Restée fidèle à Rome pendant la deuxième guerre punique, elle fut assiégée en 216 av. J.-C. et partiellement détruite par Hannibal.
Au cours de la guerre sociale, elle fut assiégée par Gaius Papius Mutilus, sa défense étant dirigée par le consul Lucius Julius Cæsar (mais ce fait n'est absolument pas certain). Parvenue au statut de Municipe sous l'empereur Auguste, elle devint une colonie pour les vétérans.
La présence d'un amphithéâtre fut mise au jour sous le château, dans les anciennes écuries furent trouvées la structure d'un théâtre datant du IIe siècle av. J.-C..
La ville subit les invasions barbares et passa sous domination des Lombards, qui y bâtirent un château en 826, détruit par Bonus de Naples. Elle fut ensuite saccagée par les Sarrasins vers 881, puis passa sous la domination du royaume de Sicile : le château est reconstruit, la ville devint un comté. La création de son évêché date du  XIe siècle. En 1818, le diocèse fut combiné avec celui de Sant'Agata de' Goti, puis de nouveau détaché en 1855.
La ville fut ensuite gouvernée par les Aragonais et les Angevins, ils en étaient les seigneurs féodaux. Le 2 août 1806, le royaume de Naples aboli le système féodal : les Cardenas, famille d'origine espagnole, furent les derniers seigneurs d'Acerra.
Depuis le XVIIIe siècle, une série impressionnante de mise en valeur - comme la construction de canaux de drainage - a amélioré la situation du point de vue de l'agriculture et économique, permettant à la région de devenir l'une des plus fertiles de la Campanie pour faire face à l'importante croissance démographique et à la construction de nouveaux quartiers.
La ville jusqu'en 1927 faisait partie de la province de Terra di Lavoro.
Le 1er octobre 1943, alors que la ville est occupée, plusieurs unités de la division Hermann Göring massacrent près de 90 civils, dont 7 enfants et 14 femmes civils ((it) massacre d'Acerra).

## Économie

### Le problème des déchets
Acerra a été mise en lumière récemment[Quand ?] en ce qui concerne le problème croissant de l'élimination et le traitement des déchets industriels et urbains dans la région. Acerra, Nola et Marigliano avaient été identifiés comme étant les trois points du soi-disant « triangle de la mort » dans lequel la gestion des déchets illégaux par des organisations criminelles (« écomafia ») a abouti à des conditions environnementales mettant en danger la santé des habitants de la région.
En octobre 2000, le Parlement italien a approuvé les conclusions d'une commission qui a étudié les activités en Campanie par la Camorra, qui avait profité des activités illégales de la gestion des déchets.
La revue scientifique The Lancet a publié en 2004 une étude du chercheur italien Alfredo Mazza, physiologiste au CNR (Centro Nazionale per la Ricerca). Cette étude a révélé la terrible situation dans les campagnes de la Campanie et l'impact négatif sur la santé de la population. Il a démontré que les décès par cancer dans cette région sont beaucoup plus élevés que la moyenne européenne.

## Culture
- La cathédrale, construite à l'origine sur un ancien temple d'Hercule et refaite au XIXe siècle. Elle abrite des toiles baroques du XVIIe siècle. En annexe, se trouve le palais épiscopal.
- L'église du Corpus Domini (XVIe siècle).
- L'église de l'Annunziata (XVe siècle), avec un crucifix du XIIe siècle et une Annonciation du XVe siècle attribuée à Dello di Niccolò Delli.
- L'église de San Pietro (XVIe – XVIIe siècle)
- Le château Baronal.
- La zone archéologique de Suessula, une ancienne cité étrusque.

## Personnalités nées dans la ville
- Giuseppe Casoria, cardinal.

## Administration
| Période                                  | Période  | Identité         | Étiquette | Qualité |
| ---------------------------------------- | -------- | ---------------- | --------- | ------- |
| 22/06/2009                               | En cours | Tommaso Esposito |           |         |
| Les données manquantes sont à compléter. |          |                  |           |         |

### Hameaux
Gaudello, Pezzalunga

### Communes limitrophes
Afragola, Brusciano, Caivano, Casalnuovo di Napoli, Castello di Cisterna, Maddaloni, Marcianise, Marigliano, Nola, Pomigliano d'Arco, San Felice a Cancello

## Cinéma
Le film documentaire Biùtiful cauntri, qui traite du problème persistant de "l'urgence des déchets" et de la pollution en Campanie, est centré sur Acerra.